# Georgian Airways

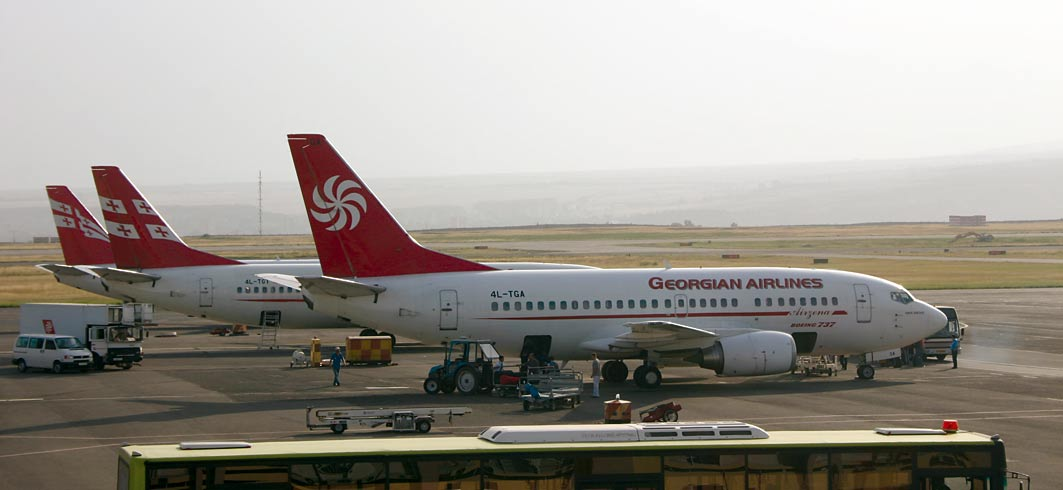
Boeing 737 à l'aéroport international Chota-Roustavéli de Tbilissi.

Georgian Airways (ancien nom complet Airzena Georgian Airlines) (code IATA : A9 ; code OACI : TGZ ; Indicatif d'appel : TAMAZI) est la principale compagnie aérienne géorgienne. Son siège est à Tbilissi.

## Historique
Compagnie privée, fondée en 1993 sous le nom de Airzena, elle exploitait initialement des vols charters vers la Chine, l'Inde, l'Italie, l'Égypte, la Syrie et les Émirats arabes unis, ainsi qu'un vol régulier vers l'Autriche.
En 1994, elle s'est alliée à Air Georgia.
En 1999, Airzena est devenue le transporteur aérien porte-drapeau de la Géorgie.
En 2000, elle a commencé à changer ses avions d'origine soviétique par des avions occidentaux (Boeing et Bombardier).
En 2004, elle a pris le nom de Georgian Airways.
En 2010, elle a rejoint l'IATA (International Air Transport Association).
Le fondateur de la compagnie est Tamaz Gaiachvili, le directeur général en est Givi Davitachvili, le représentant en France est Merab Khorguani.

## Destinations
Georgain Airways a pour principale destinations des pays de l'ex-espace soviétique (Arménie, Biélorussie, Russie — lorsque Moscou n'impose pas d'embargo politique —, Ukraine), des pays du Moyen-Orient (Émirats arabes unis, Israël) et des pays d'Europe occidentale (Allemagne, Autriche, Belgique, France, Pays-Bas).
La compagnie organise également des vols charters : en particulier en mars et avril 2020, en pleine pandémie du Covid-19, et à la demande du gouvernement de la Géorgie, elle rapatrie des citoyens géorgiens résidant à l'étranger d'Amsterdam, d'Athènes, de Berlin, de Larnaca, de Londres et de Vienne.

### Hub
| Pays                  | Ville     |
| --------------------- | --------- |
| Drapeau de la Géorgie | Tbilissi  |
| Drapeau de la Géorgie | Batoumi   |
| Drapeau de la Géorgie | Koutaïssi |

### Destinations au départ de Tbilissi
| Pays                   | Ville             |
| ---------------------- | ----------------- |
| Drapeau de la Géorgie  | Batoumi           |
| Drapeau de l'Arménie   | Erevan            |
| Drapeau de l'Autriche  | Vienne            |
| Drapeau d’Israël       | Tel Aviv          |
| Drapeau de la France   | Paris Nice        |
| Drapeau de la Belgique | Bruxelles         |
| Drapeau des Pays-Bas   | Amsterdam         |
| Drapeau de la Russie   | Saint-Pétersbourg |
| Drapeau de Bahreïn     | Manama            |
| Drapeau de l'Ukraine   | Odessa            |

### Destinations au départ de Batoumi
| Pays                  | Ville    |
| --------------------- | -------- |
| Drapeau de la Géorgie | Tbilissi |
| Drapeau d’Israël      | Tel Aviv |
| Drapeau de la Russie  | Moscou   |

### Destinations au départ de Koutaïssi
| Pays                  | Ville    |
| --------------------- | -------- |
| Drapeau de la Géorgie | Tbilissi |
| Drapeau de la Russie  | Moscou   |

### Destinations au départ d'Erévan
| Pays                  | Ville    |
| --------------------- | -------- |
| Drapeau de la Géorgie | Tbilissi |
| Drapeau de Chypre     | Larnaca  |

## Flotte

### Flotte actuelle

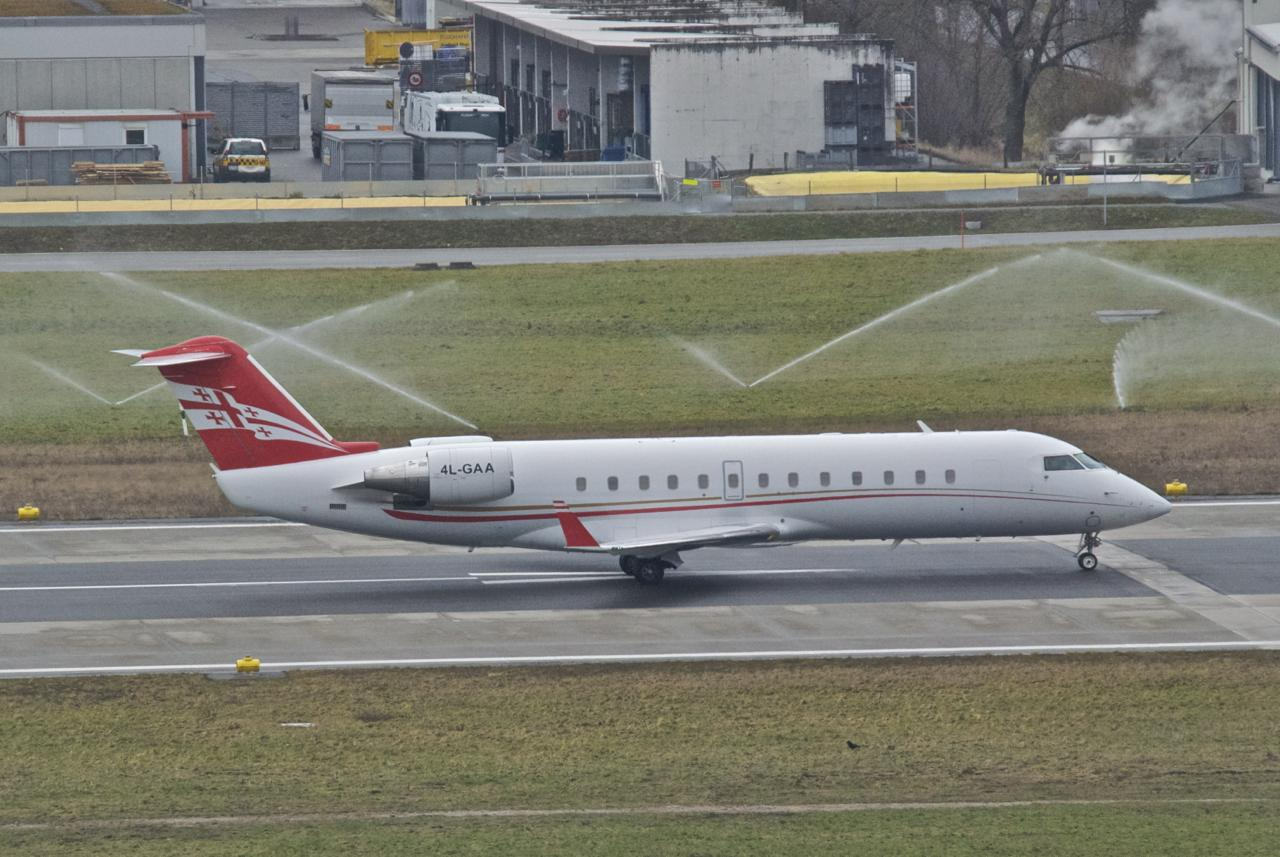
Le Bombardier CRJ-200 de Georgian Airways.

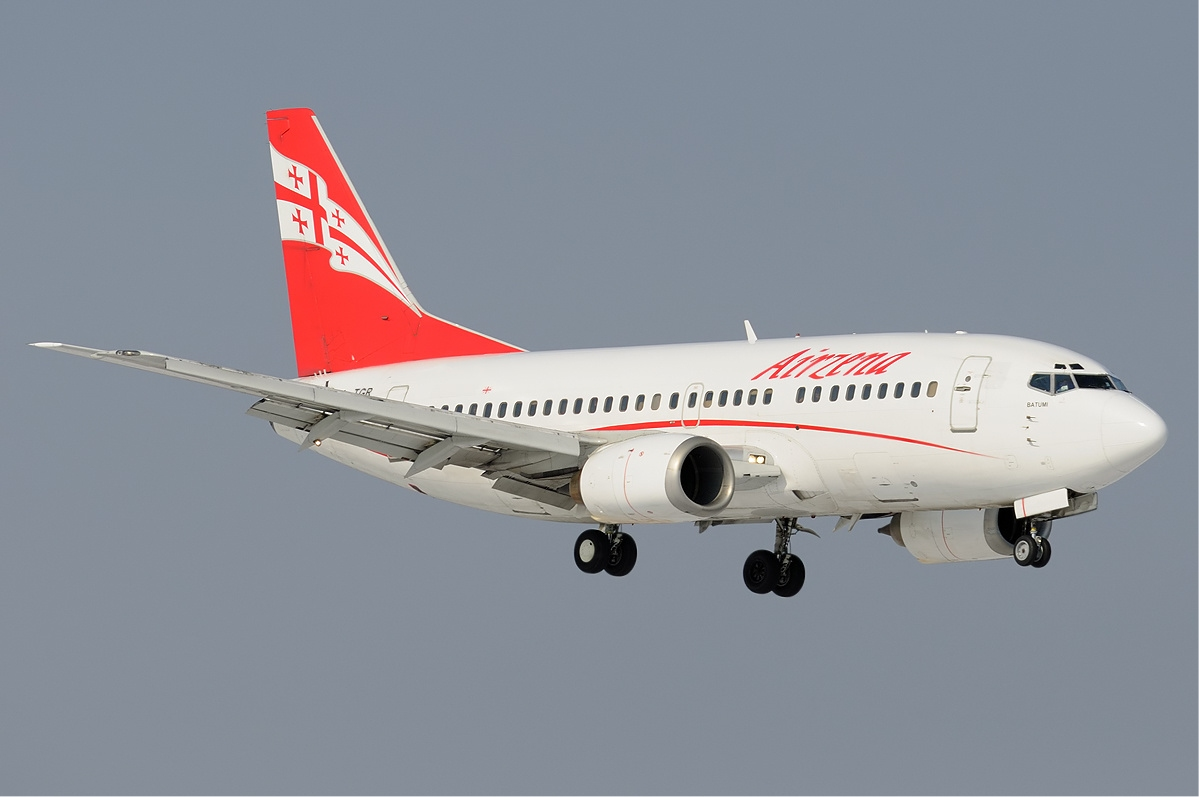
Un Boeing 737-500 de la compagnie Airzena.(ancien nom)

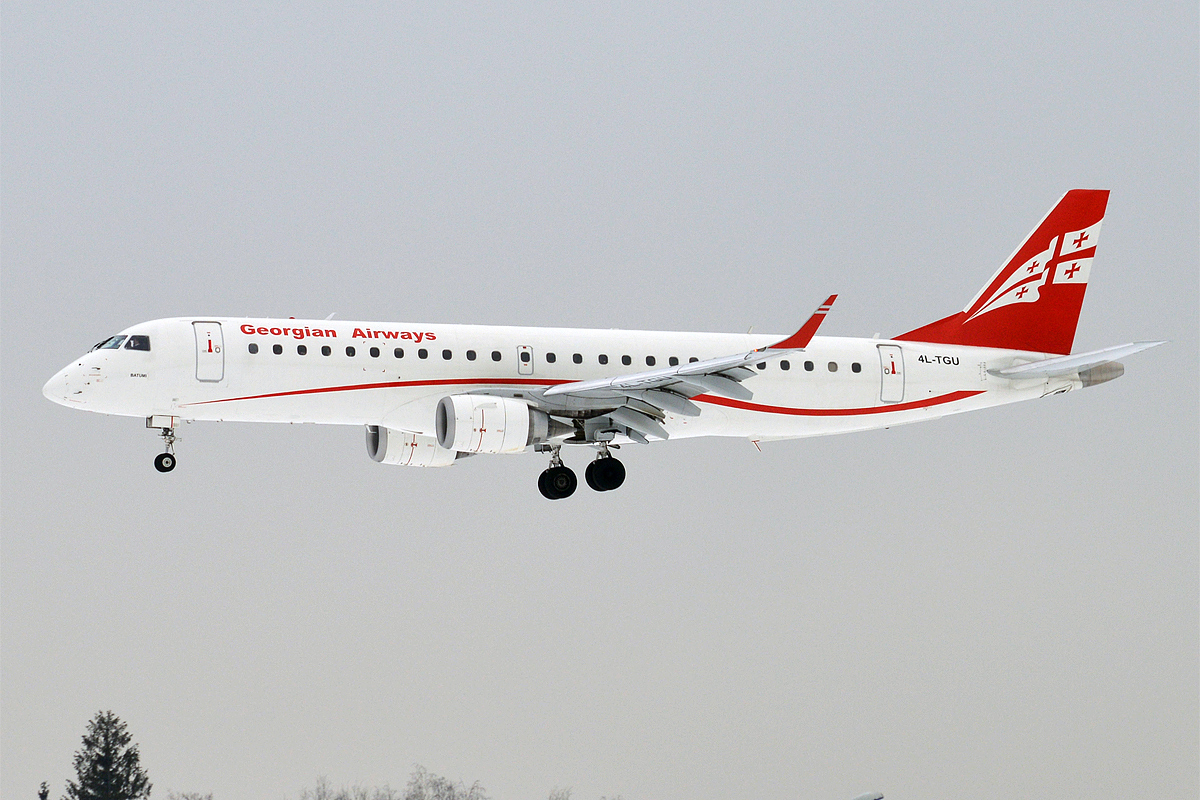
Embraer 190 de la compagnie

En janvier 2023, la flotte de Georgian Airways est composée des appareils suivants :

### Flotte historique
Par le passé, Georgian Airways a exploitée les appareils suivant :
- Boeing 737-300
- Boeing 737-400
- Boeing 737-500
- Boeing 737-800
- Bombardier CRJ100 ER
- Embraer 190
- Embraer 195